# Golgi (cràter)
Golgi és un petit cràter d'impacte de la Lluna situat a l'Oceanus Procellarum, a més de 150 quilòmetres al nord del cràter Schiaparelli.

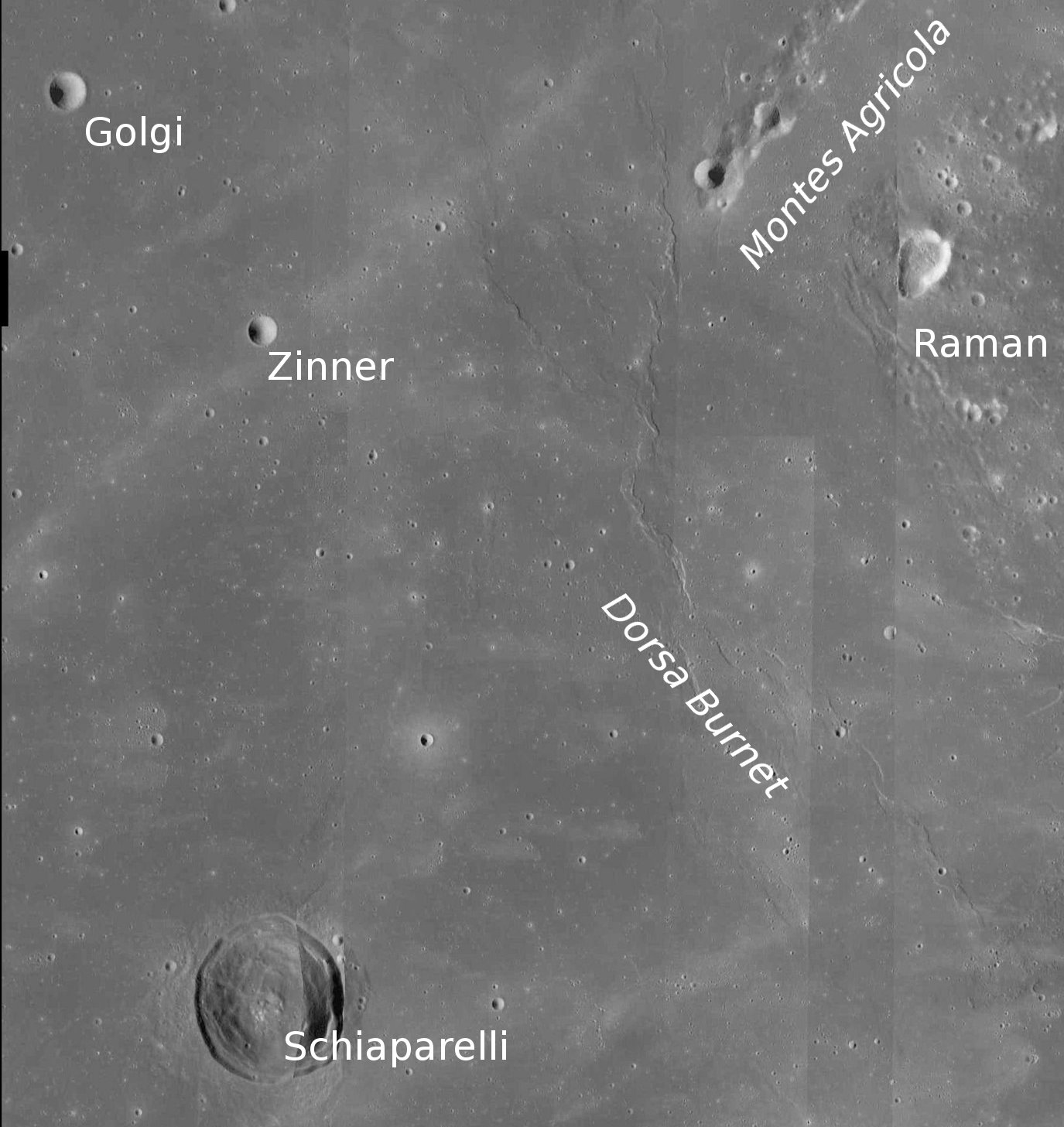
Localització de Golgi (a dalt a l'esquerra). Fotografia de la missió LRO

Es tracta d'una formació circular amb forma de copa, amb una albedo interior que és més alta que la del material més fosc de la mar lunar que l'envolta. Aquest cràter va ser designat prèviament Schiaparelli D abans de ser reanomenat per la UAI.